# کری نای
کری نای (انگلیسی: Carrie Nye؛ ‏ ۱۴ اکتبر ۱۹۳۶ – ۱۴ ژوئیهٔ ۲۰۰۶) بازیگر اهل ایالات متحده آمریکا بود. وی بین سال‌های ۱۹۵۵ تا ۱۹۸۷ میلادی فعالیت می‌کرد.
از فیلم‌ها یا برنامه‌های تلویزیونی که وی در آن نقش داشته‌است، می‌توان به طلاق مرد، طلاق زن، نمایش مورمور، اغوای جو تاینن، و گروه اشاره کرد.